# فشتا
شهر فشتا (به آلمانی: Vechta) در ایالت نیدرزاکسن در کشور آلمان واقع شده‌است.